# جان آکروید (بازیکن فوتبال، زاده ۱۸۹۵)
جان آکروید (انگلیسی: John Ackroyd؛ زادهٔ ۱۸۹۵) بازیکن فوتبال اهل بریتانیا است.
از باشگاه‌هایی که در آن بازی کرده‌است می‌توان به باشگاه فوتبال هالیفاکس تاون، باشگاه فوتبال اکستر سیتی، باشگاه فوتبال اسکانتورپ یونایتد، و باشگاه فوتبال گریمزبی تاون اشاره کرد.